# Funktor intensjonalny
Funktor intensjonalny, spójnik intensjonalny – funktor zdaniotwórczy od argumentów zdaniowych taki, że wartość logiczna zdania utworzonego za jego pomocą zależy nie tylko od wartości logicznych zdań składowych, lecz także od ich treści.
Np. funktor „Weronika uważa, że” występujący w wyrażeniu „Weronika uważa, że p” jest funktorem intensjonalnym – prawdziwość tego wyrażenia nie zależy jedynie od tego, czy p jest prawdziwe, czy fałszywe, ale również od przekonań Weroniki. Za to np. funktor „Jest prawdą, że” czy też spójniki klasycznego rachunku zdań (koniukncji {\displaystyle \land ,} alternatywy {\displaystyle \lor ,} implikacji {\displaystyle \to ,} równoważności {\displaystyle \leftrightarrow ,} negacji {\displaystyle \neg }) nie są funktorami intensjonalnymi, lecz ekstensjonalnymi.